# Nekrolog Februar 2002
Nekrolog
◄◄
| ◄
| 1998
| 1999
| 2000
| 2001
| 2002 | 2003 | 2004 | 2005 | 2006 | ► | ►►
Januar |
Februar |
März |
April |
Mai |
Juni |
Juli |
August |
September |
Oktober |
November |
Dezember 2002
Weitere Ereignisse | Allgemeiner Nekrolog 2002
Die Beschreibung der verstorbenen Person sollte so kurz wie möglich gehalten sein und nur deren signifikante Tätigkeit(en) enthalten.
Neue Namen ggf. auch unter dem Geburts- und Sterbedatum, also etwa unter 1. Januar und im Geburts- und Sterbejahr (2024) eintragen (nur bei entsprechender großer Wichtigkeit). Für Beispiele siehe die schon vorhandenen Artikel.
Außerdem über die fünf zuletzt Verstorbenen, zu denen es einen ausreichend guten Artikel für eine Präsentation auf der Hauptseite gibt, nach der todesbedingten Überarbeitung der Artikel ggf. auch unter Wikipedia Diskussion:Hauptseite informieren und sie am besten auch in den anderen Wikipedia-Sprachversionen eintragen. Tipp: Regelmäßig bei news.google.de nach „ist tot“, „gestorben“ oder „verstorben“ suchen.
Wenn eine Person gestorben ist, gibt es viele Seiten zu dieser Person in der Wikipedia, die davon auch betroffen sind und entsprechend aktualisiert werden müssen. Beispiele: Namenübersichtsseite, Geburtsjahr, Geburtsort-Seiten und viele mehr.
Wie finde ich die betroffenen Seiten?
Im Suchfeld auf der linken Seite gibt man den Suchbegriff so ein: „Vorname Nachname“. Dann klickt man auf Volltext und alle Seiten mit entsprechendem Suchtext werden aufgerufen. Hier sieht man dann schnell, wo auch das Todesjahr Sinn macht oder sogar ein Teil des Artikels angepasst werden muss. Auch hilft das „Werkzeug“ auf der linken Seite sehr gut, um solche Seiten aufzufinden: „Links auf diese Seite“. Somit ist die Wikipedia wieder aktuell in allen Bereichen! Hinweis: bei Eintragung der Kategorie „Gestorben JAHR“ wird der Missbrauchsfilter 49 ausgelöst, was jedoch nicht schlimm ist. Siehe: Spezial:Missbrauchsfilter/49
Dies ist eine Liste von im Februar 2002 verstorbenen bekannten Persönlichkeiten. Die Einträge erfolgen innerhalb der einzelnen Daten alphabetisch sortiert. Tiere sind im Nekrolog für Tiere zu finden.

## Februar
| Tag         | Name                                 | Beruf, bekannt als                                                                                      | Alter | Beleg |
| ----------- | ------------------------------------ | --- | ----- | ----- |
| 1. Februar  | Claudius Alzner                      | österreichischer Orchestermusiker, Bandleader und Filmkomponist                                         | 72    |       |
| 1. Februar  | Ingeborg von Einsiedel               | deutsche Grafikerin                                                                                     | 84    |       |
| 1. Februar  | Streamline Ewing                     | US-amerikanischer Jazz-Posaunist                                                                        | 85    |       |
| 1. Februar  | Raimund Gensel                       | deutscher Schauspieler                                                                                  | 61    |       |
| 1. Februar  | Hildegard Knef                       | deutsche Schauspielerin, Chansonsängerin und Autorin                                                    | 76    |       |
| 1. Februar  | Irish McCalla                        | US-amerikanische Schauspielerin                                                                         | 73    |       |
| 1. Februar  | Gottfried Pagenstert                 | deutscher Diplomat                                                                                      | 73    |       |
| 1. Februar  | Earl Rowe                            | US-amerikanischer Schauspieler                                                                          | 81    |       |
| 1. Februar  | Pierre Vago                          | französischer Architekt, Herausgeber und Generalsekretär der UIA                                        | 91    |       |
| 2. Februar  | Fabakary Cham                        | gambischer Politiker                                                                                    |       |       |
| 2. Februar  | Willi Erkel                          | deutscher Politiker (SPD), MdL                                                                          | 88    |       |
| 2. Februar  | Hans-Arend Feindt                    | deutscher Marineoffizier, Konteradmiral der Bundesmarine                                                | 80    |       |
| 2. Februar  | Ian Clark Hutchison                  | schottischer Politiker                                                                                  | 99    |       |
| 2. Februar  | Werner Jaray                         | österreichisch-schweizerischer Architekt                                                                | 81    |       |
| 2. Februar  | Bernardo Kordon                      | argentinischer Journalist und Schriftsteller                                                            | 86    |       |
| 2. Februar  | Ani Pachen                           | tibetische Freiheitskämpferin                                                                           | 68    |       |
| 2. Februar  | Remo Palmieri                        | US-amerikanischer Jazz- und Swing-Gitarrist                                                             | 78    |       |
| 2. Februar  | Oscar Reutersvärd                    | schwedischer Künstler                                                                                   | 86    |       |
| 3. Februar  | Hans Bach                            | österreichischer Agrarwissenschaftler, Soziologe, Universitätsprofessor und Rektor der Universität Linz | 90    |       |
| 3. Februar  | Heinz Dunkel                         | deutscher Politiker (SPD), MdL                                                                          | 70    |       |
| 3. Februar  | Rudolf Fleischmann                   | deutscher Physiker                                                                                      | 98    |       |
| 3. Februar  | Raymond Gérôme                       | franco-belgischer Schauspieler und Regisseur                                                            | 81    |       |
| 3. Februar  | Arwed D. Gorella                     | deutscher Maler des Neuen Realismus                                                                     | 64    |       |
| 3. Februar  | Herbert Neupert                      | deutscher Verkehrsexperte und Korporationsfunktionär                                                    | 90    |       |
| 3. Februar  | Hans Paetsch                         | deutscher Schauspieler, Regisseur, Hörspiel- und Synchronsprecher                                       | 92    |       |
| 3. Februar  | Gernot Prunner                       | österreichischer Ethnologe                                                                              | 66    |       |
| 3. Februar  | Clifford Ladd Prosser                | US-amerikanischer Zoologe und Physiologe                                                                | 94    |       |
| 3. Februar  | Aglaja Veteranyi                     | Schweizer Schauspielerin und Schriftstellerin                                                           | 39    |       |
| 4. Februar  | Abie Ames                            | US-amerikanischer Boogie-Woogie-Pianist                                                                 | 83    |       |
| 4. Februar  | Hugo Baralis                         | argentinischer Tangomusiker, Geiger, Arrangeur und Bandleader                                           | 87    |       |
| 4. Februar  | Agatha Barbara                       | maltesische Politikerin, Präsidentin von Malta                                                          | 78    |       |
| 4. Februar  | Sigvard Bernadotte                   | schwedischer Illustrator und Designer, Prinz von Schweden und Herzog von Uppland                        | 94    |       |
| 4. Februar  | Elwin Blum                           | österreichischer Politiker (VdU, FPÖ), Landtagsabgeordneter, Landesrat von Vorarlberg                   | 81    |       |
| 4. Februar  | Frederick J. Clarke                  | US-amerikanischer Generalleutnant                                                                       | 86    |       |
| 4. Februar  | Erhard Glatzel                       | deutscher Optiker                                                                                       | 76    |       |
| 4. Februar  | Miloslav Hamer                       | tschechoslowakischer Tischtennisspieler                                                                 | 85    |       |
| 4. Februar  | Inge Konradi                         | österreichische Filmschauspielerin, Kammerschauspielerin und Theaterschauspielerin                      | 77    |       |
| 4. Februar  | George Nader                         | US-amerikanischer Schauspieler                                                                          | 80    |       |
| 4. Februar  | Werner Neugebauer                    | deutscher Archäologe                                                                                    | 93    |       |
| 4. Februar  | Helen Dodson Prince                  | US-amerikanische Astronomin und Hochschullehrerin                                                       | 96    |       |
| 4. Februar  | Wolfgang Seifert                     | deutscher Fußballspieler und -trainer                                                                   | 74    |       |
| 4. Februar  | Eve Titus                            | US-amerikanische Kinderbuchautorin                                                                      | 79    |       |
| 4. Februar  | Georges Vadnaï                       | französisch-schweizerischer Rabbiner                                                                    | 86    |       |
| 5. Februar  | Angela du Maurier                    | britische Schriftstellerin                                                                              | 97    |       |
| 5. Februar  | Funakoshi Yasutake                   | japanischer Bildhauer und Grafiker                                                                      | 89    |       |
| 5. Februar  | Alexandre Gonçalves do Amaral        | brasilianischer römisch-katholischer Erzbischof von Uberaba                                             | 95    |       |
| 5. Februar  | Heimar Ilves                         | estnischer Komponist                                                                                    | 87    |       |
| 5. Februar  | Heinrich Manderman                   | staatenloser Unternehmer                                                                                |       |       |
| 6. Februar  | Osman Bölükbaşı                      | türkischer Politiker                                                                                    |       |       |
| 6. Februar  | Grietje de Jongh                     | niederländische Sprinterin                                                                              | 77    |       |
| 6. Februar  | Wendell Marshall                     | US-amerikanischer Jazz-Bassist                                                                          | 81    |       |
| 6. Februar  | Max Ferdinand Perutz                 | österreichisch-englischer Chemiker und Nobelpreisträger für Chemie                                      | 87    |       |
| 6. Februar  | Lowell Schoenfeld                    | US-amerikanischer Mathematiker                                                                          | 81    |       |
| 6. Februar  | Christian von Stenglin               | deutscher Landstallmeister, Leiter des Niedersächsischen Landgestüts Celle und Autor                    | 87    |       |
| 6. Februar  | Guy Stockwell                        | US-amerikanischer Schauspieler                                                                          | 68    |       |
| 6. Februar  | Hans Studener                        | deutscher Fußballspieler und -trainer                                                                   | 82    |       |
| 7. Februar  | Annemarie Auer                       | deutsche Schriftstellerin                                                                               | 88    |       |
| 7. Februar  | Walter Bolden                        | US-amerikanischer Jazz-Musiker, Komponist und Arrangeur                                                 | 76    |       |
| 7. Februar  | Carlos Díaz                          | kubanischer Sänger                                                                                      | 71    |       |
| 7. Februar  | Jack Fairman                         | britischer Autorennfahrer                                                                               | 88    |       |
| 7. Februar  | David Gibson-Watt, Baron Gibson-Watt | britischer Politiker, Mitglied des House of Commons                                                     | 83    |       |
| 7. Februar  | Dennis Herrold                       | US-amerikanischer Rockabilly-Musiker                                                                    | 74    |       |
| 7. Februar  | Wilhelm Johnen                       | deutscher Pilot                                                                                         | 80    |       |
| 7. Februar  | Jerrold J. Katz                      | US-amerikanischer Philosoph und Linguist                                                                | 69    |       |
| 7. Februar  | Albrecht Klauer-Simonis              | deutscher Künstler, Fotograf, Keramiker und Kunstpädagoge                                               | 83    |       |
| 7. Februar  | Alexander Meyer von Bremen           | deutscher Komponist und Pianist                                                                         | 71    |       |
| 7. Februar  | Tony Pond                            | englischer Rallyefahrer                                                                                 | 56    |       |
| 7. Februar  | Henning Schröer                      | deutscher evangelischer Theologe                                                                        | 70    |       |
| 7. Februar  | Guy Stockwell                        | US-amerikanischer Schauspieler                                                                          | 68    |       |
| 7. Februar  | John Taylor, Baron Ingrow            | britischer Politiker                                                                                    | 84    |       |
| 7. Februar  | Zizinho                              | brasilianischer Fußballspieler                                                                          | 79    |       |
| 8. Februar  | Nick Brignola                        | US-amerikanischer Jazz-Baritonsaxophonist                                                               | 65    |       |
| 8. Februar  | William Dillard                      | US-amerikanischer Unternehmer                                                                           | 87    |       |
| 8. Februar  | Angiolo Giuseppe Fronzoni            | italienischer Grafikdesigner, Industriedesigner, Architekt, Verleger und Lehrer                         | 78    |       |
| 8. Februar  | Aga Gentz                            | deutsche Malerin und Zeichnerin                                                                         | 89    |       |
| 8. Februar  | James Hager                          | US-amerikanischer Filmproduzent                                                                         | 61    |       |
| 8. Februar  | Joachim Hoffmann                     | deutscher Historiker und Publizist                                                                      | 71    |       |
| 8. Februar  | Elisabeth Mann Borgese               | deutsch-kanadische Meeresrechtlerin und Ökologin                                                        | 83    |       |
| 8. Februar  | Esther Afua Ocloo                    | ghanaische Unternehmerin und Ernährungswissenschaftlerin                                                | 82    |       |
| 8. Februar  | Ong Teng Cheong                      | singapurischer Politiker, Präsident von Singapur                                                        | 66    |       |
| 8. Februar  | Johannes Perthen                     | deutscher Ingenieur                                                                                     | 95    |       |
| 8. Februar  | Duggie Reid                          | schottischer Fußballspieler                                                                             | 84    |       |
| 8. Februar  | Vesta M. Roy                         | US-amerikanische Politikerin                                                                            | 76    |       |
| 8. Februar  | Eldon Rudd                           | US-amerikanischer Politiker                                                                             | 81    |       |
| 8. Februar  | Heinz Traimer                        | deutscher und österreichischer Grafiker und Werbetexter                                                 | 80    |       |
| 9. Februar  | Michael Joseph Begley                | US-amerikanischer Geistlicher, Bischof von Charlotte                                                    | 92    |       |
| 9. Februar  | Gerhard Fritz                        | deutscher Chemiker                                                                                      | 82    |       |
| 9. Februar  | Antanas Romualdas Gudonavičius       | litauischer Radioelektroniker                                                                           | 58    |       |
| 9. Februar  | Margaret, Countess of Snowdon        | jüngere Schwester der Königin Elisabeth II.                                                             | 71    |       |
| 9. Februar  | Judson Pratt                         | US-amerikanischer Schauspieler                                                                          | 85    |       |
| 10. Februar | Jack Henry Abbott                    | US-amerikanischer Kapitalverbrecher und Schriftsteller                                                  | 58    |       |
| 10. Februar | Dominique Barthélemy                 | französischer Bibelwissenschaftler                                                                      | 80    |       |
| 10. Februar | Klaus Conrad                         | deutscher Mediävist, Historiker und Diplomatiker                                                        | 71    |       |
| 10. Februar | Akira Ishikawa                       | japanischer Jazzmusiker                                                                                 | 67    |       |
| 10. Februar | Herbert Moll                         | deutscher Fußballspieler                                                                                | 85    |       |
| 10. Februar | Lotte Specht                         | deutsche Fußballpionierin                                                                               | 90    |       |
| 10. Februar | Dave Van Ronk                        | US-amerikanischer Gitarrist, Sänger und Songschreiber                                                   | 65    |       |
| 10. Februar | Vernon A. Walters                    | US-amerikanischer Militär, Geheimdienstler und Diplomat                                                 | 85    |       |
| 11. Februar | Ugo Fasano                           | italienischer Dokumentarfilmer                                                                          | 84    |       |
| 11. Februar | Barry Foster                         | britischer Schauspieler                                                                                 | 70    |       |
| 11. Februar | G. Harishankar                       | südindischer Kanjiraspieler                                                                             | 43    |       |
| 11. Februar | Traudl Junge                         | deutsche Privatsekretärin Adolf Hitlers                                                                 | 81    |       |
| 11. Februar | George A. Kasem                      | US-amerikanischer Politiker                                                                             | 82    |       |
| 11. Februar | Gaetano Stammati                     | italienischer Politiker, Mitglied des Senato della Repubblica                                           | 93    |       |
| 11. Februar | Frans Van Coetsem                    | belgisch-US-amerikanischer Sprachwissenschaftler und Hochschullehrer                                    | 82    |       |
| 11. Februar | Günther Wuttke                       | deutscher Politiker (SPD), MdB                                                                          | 78    |       |
| 12. Februar | John Eriksen                         | dänischer Fußballspieler                                                                                | 44    |       |
| 12. Februar | Ernst Klement                        | deutscher Hammerwurf-Trainer                                                                            | 87    |       |
| 12. Februar | Peter Morger                         | Schweizer Schriftsteller                                                                                | 47    |       |
| 12. Februar | Idé Oumarou                          | nigrischer Politiker, Diplomat und Schriftsteller                                                       |       |       |
| 12. Februar | Leona Pierce                         | US-amerikanische Malerin, Druckgrafikerin, Textilkünstlerin und Lehrerin                                | 81    |       |
| 12. Februar | José Travassos                       | portugiesischer Fußballspieler                                                                          | 79    |       |
| 12. Februar | Margaret Traxler                     | US-amerikanische Theologin                                                                              | 77    |       |
| 12. Februar | Räto Tschupp                         | Schweizer Dirigent                                                                                      | 72    |       |
| 13. Oktober | Marga Bührig                         | deutsch-schweizerische Germanistin, Theologin und Frauenrechtlerin                                      | 86    |       |
| 13. Februar | Arden N. Frandsen                    | US-amerikanischer Psychologe                                                                            | 100   |       |
| 13. Februar | Ramón Grosso                         | spanischer Fußballspieler                                                                               | 58    |       |
| 13. Februar | Heinz Heiderhoff                     | deutscher Kommunalpolitiker (SPD)                                                                       | 79    |       |
| 13. Februar | Robert Hennequin                     | französischer Fußballspieler und -trainer                                                               | 81    |       |
| 13. Februar | Waylon Jennings                      | US-amerikanischer Country-Musiker                                                                       | 64    |       |
| 13. Februar | Manfred Kuschmann                    | deutscher Langstreckenläufer                                                                            | 51    |       |
| 13. Februar | Edmar Mednis                         | US-amerikanischer Schachspieler und -autor                                                              | 64    |       |
| 13. Februar | Friedrich von Rummel                 | deutscher Diplomat, Historiker und Publizist                                                            | 91    |       |
| 13. Februar | Hernando Rojas Ramírez               | kolumbianischer römisch-katholischer Geistlicher                                                        | 77    |       |
| 13. Februar | Otfried Steger                       | deutscher Politiker (SED), MdV, Minister für Elektrotechnik und Elektronik der DDR                      | 75    |       |
| 13. Februar | Pauline Trigère                      | französisch-US-amerikanische Modedesignerin und Kostümbildnerin                                         | 93    |       |
| 13. Februar | Hans Jakob Wörner                    | deutscher Kunsthistoriker und Denkmalpfleger                                                            | 60    |       |
| 14. Februar | John Desmond Clark                   | britischer Paläoanthropologe                                                                            | 85    |       |
| 14. Februar | Norman Davidson                      | US-amerikanischer Chemiker                                                                              | 85    |       |
| 14. Februar | Igor Konstantinowitsch Dekonski      | sowjetischer Eishockeyspieler                                                                           | 63    |       |
| 14. Februar | Geneviève de Gaulle-Anthonioz        | französische Politikerin (RPF)                                                                          | 81    |       |
| 14. Februar | Nándor Hidegkuti                     | ungarischer Fußballspieler und -trainer                                                                 | 79    |       |
| 14. Februar | Grover Krantz                        | US-amerikanischer Anthropologe                                                                          | 70    |       |
| 14. Februar | Héctor Mujica                        | venezolanischer Politiker, Journalist, Schriftsteller und Hochschullehrer                               | 74    |       |
| 14. Februar | Bud Olson                            | kanadischer Politiker                                                                                   | 76    |       |
| 14. Februar | Abdul Rahman                         | afghanischer Politiker                                                                                  |       |       |
| 14. Februar | Atie Siegenbeek van Heukelom         | niederländische Illustratorin, Zeichnerin, Kinderbuchautorin und Widerstandskämpferin                   | 88    |       |
| 14. Februar | John Stevens                         | britischer Musikhistoriker und Anglist                                                                  | 80    |       |
| 14. Februar | Mick Tucker                          | britischer Musiker                                                                                      | 54    |       |
| 14. Februar | Günter Wand                          | deutscher Dirigent                                                                                      | 90    |       |
| 15. Februar | Gene Cook                            | US-amerikanischer American-Football-Spieler und Baseballfunktionär                                      | 70    |       |
| 15. Februar | Werner Dittmann                      | deutscher Sonderpädagoge, Psychologe und Hochschullehrer                                                | 60    |       |
| 15. Februar | Michel Poniatowski                   | französischer Politiker, Mitglied der Nationalversammlung und Senator                                   | 79    |       |
| 15. Februar | Howard K. Smith                      | US-amerikanischer Journalist, Fernsehmoderator und Schauspieler                                         | 87    |       |
| 15. Februar | Kevin Smith                          | neuseeländischer Filmschauspieler und Rockmusiker                                                       | 38    |       |
| 15. Februar | Peter Voulkos                        | US-amerikanischer Keramiker und Bildhauer                                                               | 78    |       |
| 15. Februar | Dolly Walker-Wraight                 | englische Literaturhistorikerin                                                                         | 81    |       |
| 16. Februar | John W. Gardner                      | US-amerikanischer Politiker                                                                             | 89    |       |
| 16. Februar | Moisés Moleiro                       | venezolanischer Politiker und Historiker                                                                | 64    |       |
| 16. Februar | Billy Ward                           | US-amerikanischer Songschreiber, Arrangeur, Bandleader, Sänger und Pianist                              | 80    |       |
| 16. Februar | Walter Winterbottom                  | britischer Manager der englischen Fußballnationalmannschaft                                             | 88    |       |
| 17. Februar | Alexander Carter                     | kanadischer Geistlicher, Bischof von Sault Sainte Marie                                                 | 92    |       |
| 17. Februar | Heinz Kaminski                       | deutscher Chemieingenieur und Weltraumforscher                                                          | 80    |       |
| 17. Februar | Alois Schröer                        | deutscher katholischer Priester                                                                         | 94    |       |
| 18. Februar | Wassyl Ahibalow                      | ukrainisch-sowjetischer Bildhauer                                                                       | 88    |       |
| 18. Februar | Giustino Durano                      | italienischer Schauspieler                                                                              | 78    |       |
| 18. Februar | Jack Lambert                         | US-amerikanischer Schauspieler                                                                          | 81    |       |
| 18. Februar | Natan Jefimowitsch Perelman          | sowjetischer Pianist                                                                                    | 95    |       |
| 18. Februar | Byrne Piven                          | US-amerikanischer Regisseur und Schauspieler                                                            | 72    |       |
| 19. Februar | Albert Alin                          | französischer Automobilrennfahrer                                                                       | 94    |       |
| 19. Februar | Sal Bartolo                          | US-amerikanischer Boxer italienischer Abstammung im Federgewicht                                        | 84    |       |
| 19. Februar | Rolf Becher                          | deutscher Reiter und Pferdeausbilder                                                                    | 95    |       |
| 19. Februar | Lila De Nobili                       | italienische Mode-Illustratorin, Bühnenbildnerin und Kostümbildnerin                                    | 85    |       |
| 19. Februar | Ernst Eckardt                        | deutscher Politiker (CDU)                                                                               | 79    |       |
| 19. Februar | Otto Eisenmann                       | deutscher Politiker (DP, FDP), MdL, MdB                                                                 | 88    |       |
| 19. Februar | Arthur Eisenmenger                   | deutscher Grafiker, Chef-Grafiker der EU, Entwickler des Eurozeichens                                   | 87    |       |
| 19. Februar | Virginia Hamilton                    | US-amerikanische Kinderbuchautorin                                                                      | 65    |       |
| 19. Februar | Rashid Ahmad Ludhianvi               | großer Ulema                                                                                            | 79    |       |
| 19. Februar | Sylvia Rivera                        | US-amerikanische LGBT-Aktivistin                                                                        | 50    |       |
| 19. Februar | Wolfgang Roscher                     | deutscher Musikpädagoge                                                                                 | 74    |       |
| 19. Februar | Gene Ruggiero                        | US-amerikanischer Filmeditor                                                                            | 91    |       |
| 20. Februar | Laura duPont                         | US-amerikanische Tennisspielerin                                                                        | 52    |       |
| 20. Februar | Hans Martin Klinkenberg              | deutscher Historiker für mittelalterliche Geschichte                                                    | 80    |       |
| 20. Februar | Stephen Longstreet                   | US-amerikanischer Schriftsteller, Drehbuchautor und Illustrator                                         | 94    |       |
| 20. Februar | Edwin H. May                         | US-amerikanischer Politiker                                                                             | 77    |       |
| 20. Februar | Jean Oser                            | deutsch-US-amerikanischer Filmeditor                                                                    | 94    |       |
| 20. Februar | Branko Stanković                     | jugoslawischer Fußballspieler und -trainer                                                              | 80    |       |
| 20. Februar | Stefán Júlíusson                     | isländischer Schriftsteller                                                                             | 86    |       |
| 20. Februar | Fredric Steinkamp                    | US-amerikanischer Filmeditor                                                                            | 73    |       |
| 21. Februar | A. L. Barker                         | britische Schriftstellerin                                                                              | 83    |       |
| 21. Februar | Dennis Vincent Durning               | US-amerikanischer Geistlicher, Bischof von Arusha                                                       | 78    |       |
| 21. Februar | Guido Erhard                         | deutscher Fußballspieler                                                                                | 32    |       |
| 21. Februar | Harold Furth                         | US-amerikanischer Physiker                                                                              | 72    |       |
| 21. Februar | Leroy Milton Kelly                   | US-amerikanischer Mathematiker                                                                          | 87    |       |
| 21. Februar | Kasimir Lawrynowicz                  | polnisch-russischer Mathematiker und Astronom, Hochschullehrer in Kaliningrad und Olsztyn               | 60    |       |
| 21. Februar | Hamlet Lima Quintana                 | argentinischer Dichter, Sänger, Komponist und Maler                                                     | 78    |       |
| 21. Februar | Gerhard Probst                       | deutscher Politiker (SED) und Rundfunkfunktionär                                                        | 89    |       |
| 21. Februar | John Thaw                            | britischer Schauspieler                                                                                 | 60    |       |
| 21. Februar | Jorge Valdez                         | argentinischer Tangosänger                                                                              | 70    |       |
| 21. Februar | Georges Vedel                        | französischer Rechtswissenschaftler                                                                     | 91    |       |
| 22. Februar | Jean Beyer                           | belgischer römisch-katholischer Theologe und Kirchenrechtler                                            | 87    |       |
| 22. Februar | Paul P. Carbone                      | US-amerikanischer Mediziner                                                                             | 70    |       |
| 22. Februar | Maria Corti                          | italienische Romanschriftstellerin und Literaturwissenschaftlerin, Romanistin und Italianistin          | 86    |       |
| 22. Februar | Claus Demke                          | deutscher Politiker (CDU), MdL                                                                          | 62    |       |
| 22. Februar | Wjatscheslaw Jemeljanowitsch Drjagin | sowjetischer Nordischer Kombinierer                                                                     | 61    |       |
| 22. Februar | Raymond Firth                        | neuseeländischer Ethnologe                                                                              | 100   |       |
| 22. Februar | Gero Gemballa                        | deutscher Journalist und Autor                                                                          | 40    |       |
| 22. Februar | Mike Haughney                        | schottischer Fußballspieler                                                                             | 76    |       |
| 22. Februar | Albert Henry                         | belgischer Romanist                                                                                     | 91    |       |
| 22. Februar | Chuck Jones                          | US-amerikanischer Comiczeichner und Filmregisseur von Zeichentrickfilmen                                | 89    |       |
| 22. Februar | Hans Jurk                            | deutscher Maler, Grafiker und Karikaturist                                                              | 81    |       |
| 22. Februar | Jonas Kellgren                       | britischer Mediziner                                                                                    | 90    |       |
| 22. Februar | Wiktor Alexandrowitsch Minejew       | sowjetischer Pentathlet                                                                                 | 64    |       |
| 22. Februar | Francisco Mora                       | mexikanischer Grafiker                                                                                  | 79    |       |
| 22. Februar | Lothar Mosler                        | deutscher Autor, Heimatforscher, Gewerkschafter und Kommunalpolitiker (SPD)                             |       |       |
| 22. Februar | Jonas Savimbi                        | angolanischer Politiker und Gründer und Anführer der UNITA-Rebellen                                     | 67    |       |
| 22. Februar | Arne Selmosson                       | schwedischer Fußballspieler                                                                             | 70    |       |
| 22. Februar | Max Stoffel                          | Schweizer Bundesrichter                                                                                 | 90    |       |
| 22. Februar | Barbara Valentin                     | österreichische Schauspielerin                                                                          | 61    |       |
| 22. Februar | Ronnie Verrell                       | englischer Jazz-Schlagzeuger                                                                            | 76    |       |
| 22. Februar | Friedrich Wagner                     | deutscher Fußballspieler                                                                                | 43    |       |
| 23. Februar | Marcel Couttet                       | französischer Eishockeyspieler                                                                          | 89    |       |
| 23. Februar | Franz Elbern                         | deutscher Fußballspieler                                                                                | 91    |       |
| 23. Februar | Helmut Fuchs                         | deutscher Jurist                                                                                        | 81    |       |
| 23. Februar | Bernd Hartstein                      | deutscher Sportschütze und Trainer                                                                      | 54    |       |
| 23. Februar | Kurt Kauter                          | deutscher Schriftsteller                                                                                | 88    |       |
| 23. Februar | Werner S. Nicklis                    | deutscher Pädagoge                                                                                      | 81    |       |
| 23. Februar | Friedrich Schuver                    | deutscher Kommunalpolitiker                                                                             | 82    |       |
| 23. Februar | Winfried Tonner                      | sudetendeutscher Maler und Kunsterzieher                                                                | 65    |       |
| 23. Februar | Hans Walther-Büel                    | Schweizer Psychiater                                                                                    | 89    |       |
| 24. Februar | Martin Esslin                        | britischer Theaterwissenschaftler                                                                       | 83    |       |
| 24. Februar | David Hawkins                        | US-amerikanischer Philosoph                                                                             | 88    |       |
| 24. Februar | Eva Hoffmann-Aleith                  | deutsche Pfarrerin, Lehrerin, Schriftstellerin                                                          | 91    |       |
| 24. Februar | Arthur Lyman                         | US-amerikanischer Jazz-Vibraphonist und Marimba-Spieler                                                 | 70    |       |
| 24. Februar | Leo Ornstein                         | russischer Pianist und Komponist                                                                        | 109   |       |
| 24. Februar | Mel Stewart                          | US-amerikanischer Schauspieler, Musiker und Lehrer                                                      | 72    |       |
| 24. Februar | Victor Stupan                        | Schweizer Lehrer und Schriftsteller                                                                     | 95    |       |
| 24. Februar | Gregorio Walerstein                  | mexikanischer Filmproduzent und Drehbuchautor                                                           | 89    |       |
| 25. Februar | Shane Acton                          | britischer Weltumsegler                                                                                 |       |       |
| 25. Februar | François Bloch-Lainé                 | französischer Politiker                                                                                 | 89    |       |
| 25. Februar | Joe Gardner                          | US-amerikanischer Jazzmusiker und Arrangeur                                                             | 58    |       |
| 25. Februar | Henrik Oskarsson                     | schwedischer Freestyle-Skier                                                                            | 41    |       |
| 25. Februar | Julius Viel                          | deutscher Journalist, Autor und Kriegsverbrecher                                                        | 84    |       |
| 25. Februar | Alois Wagner                         | österreichischer römisch-katholischer Geistlicher und Kurienerzbischof                                  | 77    |       |
| 26. Februar | Werner Ehrenforth                    | deutscher Aphoristiker                                                                                  | 63    |       |
| 26. Februar | Greg Losey                           | US-amerikanischer Pentathlet                                                                            | 52    |       |
| 26. Februar | Hans Bernhard Meyer                  | deutscher, katholischer Priester und Liturgiewissenschaftler                                            | 77    |       |
| 26. Februar | Manfred Peschel                      | deutscher Mathematiker, Systemtheoretiker und Kybernetiker                                              | 69    |       |
| 26. Februar | Oskar Sala                           | deutscher Komponist                                                                                     | 91    |       |
| 26. Februar | Lawrence Tierney                     | US-amerikanischer Schauspieler                                                                          | 82    |       |
| 26. Februar | Walter Wohlfeld                      | deutscher Kunstmaler                                                                                    | 84    |       |
| 26. Februar | Tony Young                           | US-amerikanischer Schauspieler                                                                          | 64    |       |
| 27. Februar | Warren Harding                       | US-amerikanischer Bergsteiger                                                                           | 77    |       |
| 27. Februar | Spike Milligan                       | irischer Komiker, Schriftsteller, Dichter und Jazz-Musiker (Trompete und Gitarre)                       | 83    |       |
| 27. Februar | Klemens Zielinski                    | deutscher Fußballspieler                                                                                | 79    |       |
| 27. Februar | Karl Zukunft                         | deutscher Geheimdienstler der DDR-Staatssicherheit                                                      | 76    |       |
| 28. Februar | Arthur Atwater Frost                 | US-amerikanischer Chemiker                                                                              | 92    |       |
| 28. Februar | Charlotte Giebelmann                 | deutsche Eiskunstlauftrainerin, Eiskunstläuferin                                                        | 102   |       |
| 28. Februar | Joachim Hoffmann                     | deutscher Gewerkschafter (FDGB) und Mitgründer des Förderkreises Berlin-Friedrichsfelde                 | 79    |       |
| 28. Februar | Agostinho Willy Kist                 | brasilianischer Ordensgeistlicher, Bischof von Diamantino                                               | 76    |       |
| 28. Februar | Úlfar Þórðarson                      | isländischer Wasserballspieler                                                                          | 90    |       |
| 28. Februar | Tadeusz Szymański                    | polnischer Überlebender des Holocaust                                                                   | 84    |       |
| 28. Februar | Helmut Zacharias                     | deutscher Violinist und Komponist                                                                       | 82    |       |
| Februar     | Camille Andréa                       | kanadische Songwriterin                                                                                 |       |       |
| Februar     | Víctor Grippo                        | argentinischer Installations- und Objektkünstler                                                        | 65    |       |